# 緬甸遠征軍特別部隊
緬甸遠征軍特別部隊（Chindits），正式名稱為遠程滲透組，是英軍和英屬印度軍隊的特種作戰部隊，在1943年至1944年的第二次世界大戰緬甸戰役期間參加了作戰行動。
英國陸軍准將奥德·温盖特組建了緬甸遠征軍特別部隊以對日軍進行突襲行動，特別是遠程滲透，主要目標是攻擊日本軍隊、日軍設施。
緬甸遠征軍特別部隊的行動以長途跋涉穿越極其困難的地形為特色。